# Chip & Charly
Chip & Charly è una serie televisiva animata di 26 episodi trasmessa da France 2, prodotta da France Animation e D'Ocon Films Productions. Essa è tratta dall'omonima collana di libri per bambini ideata in Germania da Erhard Dietl e Gabriel Nemeth per la Ravensburger tra il 1988 e il 1992.
La sua prima messa in onda in Italia fu su Junior TV negli anni '90, mentre è stato replicato recentemente su Super 3.

## Trama
Il coniglio Chip e il topolino Charly sono i protagonisti di numerose avventurose tra casi e misteri investigativi pronti per essere risolti.

## Personaggi
- Chip - Un coniglio antropomorfo.
- Charly - Un topolino antropomorfo.

## Doppiatori
| Nome del personaggio | Doppiatore francese | Doppiatore italiano |
| -------------------- | ------------------- | ------------------- |
| Chip                 | Luq Hamet           | Guido Bettali       |
| Charly               | Sophie Arthuys      | Renata Bertolas     |
| M. Hamster           | Olivier Granier     | Riccardo Rovatti    |
| Robbie               | Thierry Bourdon     | Riccardo Rovatti    |
| Fuzzy                | Patrick Préjean     | Marco Morellini     |

## Episodi
1. Il giorno del drago ("Le Jour de Fafnir")
2. Monsieur le Maire ("Monsieur le Maire")
3. Attenti ai fantasmi ("Alerte aux Fantômes")
4. La collana di Madame Laupina ("Le Collier de Madame Loupina")
5. Il maestro Fuzzy ("Fuzzy Maestro")
6. Il tesoro di Fafnirette ("Le Trésor de Fafnirette")
7. La pantera Rap Rock ("La Panthera Rap Rock")
8. Il violino di Melody Goat ("Le Violon de Melody Goat")
9. Il casinò di Fafirville ("Le Casino de Fafirville")
10. La corona dell'America ("La Couronne de l'Amérique")
11. ("Le Neveu de Fafnir")
12. ("Les Lingots de Mamie Gold")
13. ("L'Artichaut d'Or")
14. ("Fuzzi Bienfaiteur")
15. ("Anniversaire Surprise")
16. ("La Baguette Magique")
17. ("Les Champions de la Cuisine")
18. ("Mystère Sous la Plage")
19. ("La Pierre Philosophale")
20. ("Le Portrait de Fafnir")
21. ("Oncle Chip")
22. ("Touristes à Gogo")
23. ("Bonzo Chef de Gang")
24. ("Mamie Gold Veut Voler")
25. ("La Rivière de Diamants")
26. Il tesoro ("Le Trésor")